# زورقان سيشواني
زورقان سيشواني (الاسم العلمي:Cymbidium sichuanicum) هو نوع من النباتات يتبع جنس الزورقان من الفصيلة السحلبية.